# Матырка
Матырка — река в России, протекает в Луховицком районе Московской области. Правый приток Осетра.
Берёт начало у деревни Булгаково. Далее течёт через село Матыра. Устье реки находится в 400 м по правому берегу реки Осётр. Длина реки составляет 13 км, площадь водосборного бассейна — 46,2 км². Из-за того, что устье Матырки расположено всего в 400 метрах от места впадения Осетра в Оку, Матырку иногда ошибочно считают притоком Оки.
По данным Государственного водного реестра России, относится к Окскому бассейновому округу. Речной бассейн — Ока, речной подбассейн — бассейны притоков Оки до впадения Мокши, водохозяйственный участок — Ока от города Каширы до города Коломны, без реки Москвы.